# Saison cyclonique 2025 dans l'océan Atlantique nord
La saison cyclonique 2025 dans l'océan Atlantique nord est la période favorable au développement des ouragans atlantiques qui officiellement se déroule selon l'Organisation météorologique mondiale du 1er juin 2025 au 30 novembre 2025 (les dates réelles varient d'année en année), mais pour laquelle des prévisions météorologiques tropicales sont régulièrement publiées dès le 15 mai. Le National Hurricane Center (NHC) américain émet des avis et avertissements visant ce bassin océanique pour les cyclones tropicaux mais également, depuis 2017 et mis à jour en 2025, pour des « cyclones tropicaux potentiels »,. Les avis pour ces tempêtes potentielles ont le même contenu que les avis normaux mais incluent la probabilité de développement.
Le 23 juin, Andrea devient le premier système de la saison. Il s'agissait du début de saison le plus tardif depuis 2014, lorsque l'ouragan Arthur s'était formé le 1er juillet. S'en suivit une faible activité ne produisant que 3 autres tempêtes tropicales en un mois et demi mais finalement le 11 août, la tempête tropicale Erin s'est formée près du Cap-Vert, a traversé l'Atlantique tropicale puis est devenue le 15 le premier ouragan de la saison au large des Antilles, atteignant même le maximum de l'échelle de Saffir-Simpson 24 heures plus tard.

## Prévisions
Avant et pendant la saison, plusieurs services météorologiques nationaux et agences scientifiques prévoient combien de tempêtes tropicales, d'ouragans et d'ouragans majeurs (Catégorie 3 ou plus sur l'échelle de Saffir-Simpson) se formeront pendant une saison. Ces organismes comprennent le Consortium sur les risques de tempête tropicale (TSR) du University College de Londres, le National Weather Service de la National Oceanic and Atmospheric Administration (NOAA) américaine et l'Université d'État du Colorado (CSU). Les prévisions comprennent des changements hebdomadaires et mensuels des facteurs importants qui influencent ce nombre.
Certaines de ces prévisions prennent également en compte ce qui s'est passé au cours des saisons précédentes et l'état du cycle de l'ENSO comme la présence d'un événement La Niña ou El Niño. En moyenne, une saison des ouragans de l'Atlantique entre 1981 et 2010 a comporté douze tempêtes tropicales, six ouragans et trois ouragans majeurs, avec un indice d'énergie cyclonique accumulée (ACE) compris entre 66 et 103 unités. Ces chiffres ont augmenté durant la période 1991 à 2020.

### Prévisions d'avant saison
| Source                                                  | Date                                                     | Tempêtes nommées | Ouragans         | Ouragans majeurs         | Réf.                    |
| ------------------------------------------------------- | -------------------------------------------------------- | ---------------- | ---------------- | ------------------------ | ----------------------- |
| TSR                                                     | 10 décembre 2024 7 avril 2025 23 mai 2025 8 juillet 2025 | 15 14 16 15      | 7 8 7            | 3 4 3                    | [ 3 ] [ 4 ] [ 5 ] [ 6 ] |
| CSU                                                     | 3 avril/11 juin 2025 9 juillet 2025                      | 17 16            | 9 8              | 4 3                      | ,                       |
| NCSU                                                    | 15 avril 2025                                            | 12–15            | 6–8              | 2–3                      | [ 10 ]                  |
| Met Office                                              | 21 mai 2025                                              | 16 (±7)          | 9 (±4)           | 4 (±3)                   | [ 11 ]                  |
| NOAA (NWS)                                              | 22 mai 2025 7 août 2025                                  | 13 à 19 13 à 18  | 6 à 10 5 à 9     | 3 à 5 2 à 5              | [ 12 ] [ 13 ]           |
| CEPMMT/ Météo-France                                    | 1er avril 2025                                           | 15               | 7                | -                        | ,                       |
| ––––––––––––––––––––––––––––––––––––––––––––––––––––––– |                                                          |                  |                  |                          |                         |
|                                                         |                                                          | Tempête nommées  | Ouragans         | Ouragan majeurs          | Réf.                    |
| Moyenne (1981–2010)                                     | Moyenne (1981–2010)                                      | 12,1             | 6,4              | 2,7                      | ,                       |
| Moyenne (1991–2020)                                     | Moyenne (1991–2020)                                      | 14,4             | 7,2              | 3,2                      | [ 18 ]                  |
| Record d'activité maximum                               | Record d'activité maximum                                | 30 (saison 2020) | 15 (saison 2005) | 7 (saisons 2005 et 2020) | [ 2 ]                   |
| Record de plus faible activité                          | Record de plus faible activité                           | 4 (saison 1983)  | 2 (saison 1982)  | 0 (saison 1994)          | [ 2 ]                   |

Le 10 décembre 2024, le Tropical Storm Risk (TSR) a publié ses prévisions à long terme pour la saison 2025, prédisant une saison près de la moyenne avec 15 tempêtes nommées, 7 ouragans dont 3 ouragans majeurs. La prévision se base sur une situation où l'El Niño – Oscillation australe est neutre mais avec des températures de la mer plus chaudes que la normale dans zone de développement principale et des alizés plus faibles que la moyenne. Elle comporte un haut degré d'incertitude.
Au début avril 2025, citant des conditions évoluant probablement vers un ENSO neutre et des températures de surface de la mer généralement plus élevées que la normale, mais cependant moindre qu'en 2024, l'université d'État du Colorado (CSU) a émis sa prévision d'une saison cyclonique avec une activité supérieure à la normale. Météo-France et le CEPMMT, ont aussi émis leur première prévision d'une saison d'un niveau sensiblement supérieure à la normale. Le 7 avril, citant des conditions similaires, TSR a publié une mise à jour de sa prévision et en arrivait cependant à une saison proche de la moyenne. Le 15 avril, l'université d'État de Caroline du Nord (NCSU) a elle aussi  prévu une saison normale. Le tout montrant une certaine incertitude dans les effets des facteurs climatiques pour ces 4 sources.
Le 21 mai, le Met Office britannique a publié sa prévision de 16 tempêtes nommées avec 9 atteignant le stade d'ouragan et 4 d'ouragan majeur et une énergie cumulative des cyclones tropicaux (ACE) de 154. L'agence entrevoit qu'un phénomène La Niña pourrait se développer au plus fort de la saison des ouragans, limitant le cisaillement vertical du vent, qui se combinerait avec des températures de surface de la mer supérieures à la moyenne pour favoriser l'activité des tempêtes tropicales dans l'Atlantique Nord et les Caraïbes. Cependant, elle prévoit une anomalie positive de la pression de surface qui serait moins favorable. Le tout  lui permet de prévoir une saison légèrement supérieure à la moyenne mais avec un écart de confiance important.
Le lendemain, la National Oceanic and Atmospheric Administration (NOAA) a aussi prévue une saison supérieure à la moyenne avec 13 à 19 tempêtes nommées, 6 à 10 ouragans et de 3 à 5 ouragans majeurs. Le 23 mai, TSR a mis à jour ses prévisions, prévoyant désormais une saison supérieure à la moyenne, augmentant ses chiffres à 16 tempêtes nommées, 8 ouragans et 4 ouragans majeurs, avec un indice ACE de 146.

### Mises à jour en saison
Le 11 juin, le CSU a mis à jour sa prévision qui ne comportait aucun changement avec celle d'avril. Le 8 juillet, le TSR a mis à jour sa prévision avec une diminution de 1 dans chaque catégorie à cause d'une légère augmentation de l'effet La Niña. CSU a mis à jour ses prévisions le lendemain, abaissant aussi ses prévisions de 1 par catégorie avec un indice ACE de 140 unités.
Le 7 août, la NOAA a mis à jour sa prévision, la laissant presque inchangée avec 13 à 18 tempêtes nommées, dont 5 à 9 ouragans et 2 à 5 atteignant le niveau d'ouragan majeur.

## Noms des tempêtes
La liste des noms utilisée pour nommer les tempêtes et les ouragans pour 2025 sera la même que celle de la saison cyclonique 2019, sauf Dorian qui a été retirés à cause de son impact et est remplacé par Dexter. Les noms utilisés en 2025 qui pourraient faire l'objet d'un retrait à cause de leurs effets seront annoncés au printemps 2026 lors de la réunion de l'Organisation météorologique mondiale.
Depuis 2021, le comité sur les ouragans de l'Organisation météorologique mondiale a décidé de ne plus utiliser des noms provenant de l'alphabet grec, utilisation qui a créé certains problèmes antérieurement, au cas où la liste principale serait épuisée comme en 2020. En remplacement, il a été convenu de créer une liste complémentaire de noms par ordre alphabétique pour toutes les lettres de l'alphabet (à l'exclusion des lettres Q, U, X, Y et Z peu usitées).
| TT | Andrea  |
| TT | Barry   |
| TT | Chantal |
| TT | Dexter  |

| C5  | Erin      |
| N/D | Fernand   |
| N/D | Gabrielle |
| N/D | Humberto  |

| N/D | Imelda  |
| N/D | Jerry   |
| N/D | Karen   |
| N/D | Lorenzo |

| N/D | Melissa |
| N/D | Nestor  |
| N/D | Olga    |
| N/D | Pablo   |

| N/D | Rebekah   |
| N/D | Sebastien |
| N/D | Tanya     |
| N/D | Van       |

| N/D | Wendy |

| TT | Andrea  |
| TT | Barry   |
| TT | Chantal |
| TT | Dexter  |

| C5  | Erin      |
| N/D | Fernand   |
| N/D | Gabrielle |
| N/D | Humberto  |

| N/D | Imelda  |
| N/D | Jerry   |
| N/D | Karen   |
| N/D | Lorenzo |

| N/D | Melissa |
| N/D | Nestor  |
| N/D | Olga    |
| N/D | Pablo   |

| N/D | Rebekah   |
| N/D | Sebastien |
| N/D | Tanya     |
| N/D | Van       |

| N/D | Wendy |

## Chronologie des événements
| D | T | 1 | 2 | 3 | 4 | 5 |

## Résumé de la saison
| Cyclone | Directs | Indirects | Dommages (Milliards $US) | Réf.   |
| ------- | ------- | --------- | ------------------------ | ------ |
| Barry   | 8       | 0         | N/D                      | [ 22 ] |
| Chantal | 6       | 0         | >0,056                   | ,      |
| Erin    | 8       | 1         | N/D                      | ,      |
| Total   | 22      | 1         | N/D                      |        |
| Total   | 23      |           | N/D                      |        |

### Début retardé
Au début de la saison, la cyclogénèse tropicale a été entravée par deux facteurs principaux. Le premier est la présence d'un large anticyclone atlantique, d'une ampleur et d'une force inhabituelles, qui a dirigé les ondes tropicales venant des côtes de l'Afrique de l'Ouest plus au sud que d'habitude. Le bassin est également resté calme en raison d'un flux persistant de poussière sèche saharienne autour de l'anticyclone atlantique, supprimant la formation tropicale. Un autre facteur qui pourrait également avoir contribué à limiter la formation précoce de tempêtes dans le bassin était l'interaction entre les ondes de Kelvin et de Rossby au-dessus des Amériques.
Le 23 juin, une première dépression tropicale se forme. Elle deviendra Andrea rapidement, la première tempête tropicale de la saison. Située loin de toute terre à 1 900 km à l’ouest des Açores, elle ne perdure que peu de temps et ne fait aucun dégât. C'est 3 semaines après le début officiel de la saison, mais seulement 4 jours plus tard que la date moyenne de formation de la première tempête nommée du bassin. Il s'agissait du début de saison le plus tardif depuis 2014, lorsque l'ouragan Arthur s'était formé le 1er juillet.
Le 28 juin, la dépression Deux s'est formée dans la baie de Campêche et, dans un environnement marginalement favorable, est temporairement devenue la tempête tropicale Barry avant de toucher la côte nord-est du Mexique pour s'y dissiper le 30. Elle a été caractérisée par des pluies torrentielles qui ont causé des inondations et des glissements de terrain qui ont fait 8 morts directs. Il est à noter que les plus de 100 morts dans des crues soudaines au Texas le 4 juillet sont attribuables à de la pluie torrentielle sous orage puisant son humidité dans le panache de vapeur d'eau remontant dans la circulation atmosphérique mais pas directement à Barry,. Du 4 au 7 juillet, la tempête tropicale Chantal s'est formée au large des Carolines puis les a traversé, laissant de fortes pluies et des inondations. On lui doit 6 autre décès.

### Entrée dans le cœur de la saison
Le 4 août, après presqu'un mois d'inactivité, la tempête tropicale Dexter s'est formée au large de la côte Est des États-Unis dans un environnement marginalement favorable. Passant bien au nord des Bermudes le lendemain, elle est devenue post-tropicale à 625 km au sud-sud-est du cap Race, Terre-Neuve, Canada, le 7 août. Aucun effet ne lui est associé.
Le 11 août, la tempête tropicale Erin s'est formée près du Cap-Vert, a traversé l'Atlantique tropicale puis est devenue le premier ouragan de la saison le 15 août au large des Antilles. S'amorça alors une intensification rapide pour atteindre la catégorie 5 de l'échelle de Saffir-Simpson en 24 heures. L'ouragan a ensuite varié d'intensité mais est demeuré un ouragan majeur en passant au large des iles du nord des Petites Antilles, de Porto Rico et à l'est des îles Lucayes, causant des pluies torrentielles et des conditions dangereuses de la mer même loin de ces îles.

## Cyclones tropicaux

### Tempête tropicaleAndrea
Le 22 juin, le National Hurricane Center (NHC) a commencé à surveiller un creux barométrique à plusieurs centaines de kilomètres à l'est-sud-est des Bermudes sur l'Atlantique Nord avec un potentiel de développement tropical. Le lendemain, le creux est devenu une dépression produisant des vents de force coup de vent mais l'activité orageuse associée était désorganisée. Les images satellites au petit matin du 24 juin ont montré que cette activité devenait mieux organisée et le NHC a émis sont premier bulletin à 15 h UTC pour la tempête tropicale Andrea qui s'est formée à environ 1 940 km à l'ouest des Açores. Perdant rapidement ses bandes orageuses en passant sur des eaux fraîches et sous un fort cisaillement des vents en altitude, Andrea a été déclarée dépression résiduelle post-tropicale dès 3 h UTC le 25 juin.
Dans son rapport final à propos d'Andrea, le National Hurricane Center a conclu que la petite taille du système, son passage rapide sur des eaux chaudes en condition favorable de cisaillement des vents ainsi que ses origines non tropicales ont rendu difficile la prévision. La meilleure réanalyse de sa trajectoire a montré une genèse 30 heures plus tôt que ce qui a été observé en temps réel. Le NHC a donc réévalué que le système est devenu une dépression tropicale dès 6 h UTC le 23 juin à 425 milles marins (787 km) à l'est des Bermudes et tempête tropicale 6 heures plus tard. De même, Andrea est devenue extra-tropical plus tôt à 18 h UTC le 24 juin.

### Tempête tropicaleBarry
Le 26 juin, une vaste zone d'orages désorganisés se forme dans le golfe du Honduras. Le lendemain, elle traverse la péninsule du Yucatán puis émerge dans la baie de Campêche tôt le 28 juin. Un centre dépressionnaire fermé en surface commence alors à se développer, ainsi qu'une activité orageuse organisée, et le NHC émet son premier bulletin à propos de la dépression tropicale Deux à 21 h UTC. Le gouvernement mexicain émet en même temps une veille cyclonique pour sa côte du golfe du Mexique en prévision de pluies intenses.
À 15 h UTC le 29, le NHC rehausse le système à « tempête tropicale » nommée Barry, alors qu'il s’approche de la côte de l'État de Veracruz, à la suite d'une amélioration de la convection et du rapport d'un avion de reconnaissance. Un peu avant 3 h UTC le 30 juin, le système, reclassé « dépression tropicale », touche la côte juste au sud-sud-est de Tampico. Barry perd ensuite rapidement de son intensité sur le relief montagneux et devient une dépression résiduelle. Le NHC émet son dernier bulletin à 9 h UTC
Le précurseur de Barry a provoqué de graves inondations au Quintana Roo avec un maximum de 428 mm de pluie tombé. De nombreux glissements de terrain ont été signalés et les inondations ont touché plus de vingt communautés. Le niveau des eaux a augmenté d'au moins 50 cm, un niveau jamais vu depuis dix-huit ans. Plus de deux cents familles ont été contraintes d'évacuer leurs maisons inondées et les routes ont été endommagées par des coulées de boue. À Chetumal, quarante routes ont été détruites. Plus de 10 000 hectares de canne à sucre ont été perdus,,. Dans le Chiapas voisin, les fortes pluies ont déclenché des glissements de terrain, coupant les communications avec plusieurs communautés des régions nord, centrales et montagneuses de cet État,. Au Belize, des dommages aux infrastructures ont aussi été signalés, de nombreux bâtiments s'étant effondrés sous les fortes pluies dans les communautés rurales, et le gouvernement a déployé les forces armées et la police pour mener les opérations de secours. Aucun décès n'a été signalé. Il est tombé jusqu'à 500 mm à certain endroits, Orange Walk, Corozal et le district de Cayo ont connu les plus grands dommages,.
Barry lui-même a donné des pluies abondantes sur la côte nord-est du Mexique. Dans les États de Tamaulipas, de San Luis Potosí, de Veracruz, de Puebla, de Nuevo León, de Coahuila et d'Hidalgo, les pluies, totalisant généralement de 75 à 250 mm d'accumulations, et les vents ont provoqué des inondations et des dégâts,. À Tampico, trois quartiers ont été inondés mais on ne rapporte aucun décès. À Veracruz, des écoles ont été endommagées et des pannes de courant ont été signalées. À Los Tuxtlas, plus de 370 mm de pluie sont tombés. Le pont piétonnier de Chorreras à Tamiahua dans l'État de Veracruz, construit moins de trois ans plus tôt, a été fermé par les autorités municipales en raison des dommages qu'il a subis et du risque qu'il représente pour la population.
Au Mexique, les dommages au 2 juillet étaient d'au moins 2 millions $US (35 millions de pesos). La tempête y a aussi fait huit morts : à Veracruz, deux jeunes hommes, venus au brise-lames sous la pluie battante et les vagues s'y brisant, se sont noyés quand ils sont tombés dans la mer, au Tamaulipas, un automobiliste s'est noyé quand sa voiture a été emportée par les flots d'un canal pluvial et au San Luis Potosí, deux motocyclistes ont été emportées par une rivière en crue en plus de trois sur VTT,.
L'humidité des restes de Barry a été transportée au Texas voisin aidant au développement d'un complexe convectif de méso-échelle qui a donné des pluies diluviennes à partir du 4 juillet sur le centre de l'État. Les crues majeures qui ont suivi sur le cours supérieur du fleuve Guadalupe et les inondations catastrophiques dans le Texas central, ont occasionné plus de 120 morts et plus de 160 disparus.

### Tempête tropicaleChantal
Depuis le 29 juin, les modèles de prévision numérique prévoyaient la possibilité de développement tropical en mer entre la Big Bend Coast et la Géorgie durant les 7 jours suivants avec les restes d'un système frontal. La situation s'est graduellement développée et à 21 h UTC le 4 juillet, à la suite d'un rapport d'un avion de reconnaissance, le NHC a émis son premier bulletin à propos de la dépression tropicale Trois à 240 km au sud-sud-est de Charleston (Caroline du Sud), incluant une veille cyclonique. Malgré un fort cisaillement des vents en altitude, le système évolue suffisamment pour être reclassé tempête tropicale, nommée Chantal, à 12 h UTC le 5 juillet et les Carolines sont mises en avertissement alors que le système se dirigeait vers la côte.
Le centre de Chantal a touché la côte près de Litchfield Beach, Caroline du Sud, vers 8 h UTC le 6 juillet selon le radar météorologique. À 15 h UTC, le NHC l'a déclassé à dépression tropicale à la frontière entre les deux Carolines alors que le système faiblissait rapidement sur terre puis a passé la main au Weather Prediction Center (WPC). Le 7 juillet au matin, Chantal se déplaçait en Virginie se dirigeant vers le nord-est et donnant des accumulations de pluie de moins en moins importantes. À 15 h UTC, le WPC l'a déclaré post-tropicale alors qu'elle était sur le sud de la baie de Chesapeake. À 21 h UTC, elle était rendue près de Cape May (New Jersey). À 3 h UTC le 8, le WPC a émis son dernier bulletin alors que la dépression résiduelle se trouvait sur l'Atlantique au large du New Jersey et devait devenir un creux ouvert
Les dégâts se montent à plusieurs dizaines de millions selon le réassureur Aon et à plus de 56 millions $US selon les autorités du comté d'Orange (Caroline du Nord),. Six personnes ont été tuées par les eaux en crue en Caroline du Nord.

### Tempête tropicaleDexter
Le 2 août, une zone de basse pression non tropicale s'est formée au large des côtes de la Caroline du Nord. L'après-midi du 3, la dépression produisait des vents de force coup de vent et l'activité orageuse associée augmentait. Tard ce même jour, la perturbation s'est séparée de la zone frontale voisine et a acquis des caractéristiques tropicales. 
À 3 h UTC le 4, le NHC a émis son premier bulletin d'avertissement pour la tempête tropicale Dexter, formée entre les Bermudes et la Caroline du Nord et se dirigeant vers le large.  Le 5 août, le système est passé à plus de 450 km au nord des Bermudes en direction du nord-est, dans une environnement fortement cisaillé ne permettant pas d'intensification.
Le lendemain, Dexter a commencé à entrer en interaction avec un creux barométrique d'altitude, associé à un fort courant-jet, provenant des provinces de l'Atlantique du Canada. Cette interaction l'a amené vers une transition post-tropicale et à maintenir son intensité malgré le fort cisaillement des vents. À 15 h UTC le 7 août, le NHC a reclassé Dexter comme tempête frontale alors qu'elle était à 625 km au sud-sud-est du cap Race, Terre-Neuve. C'était le dernier bulletin émis pour le système qui se dirigeait alors vers les îles Britanniques. Ce dernier s'est dissipé avant d'y arriver. Ayant passé toute sa vie en mer, aucun dégât n'est associé à Dexter.

### OuraganErin
Le NHC a commencé à suivre une onde tropicale sortie de la côte ouest africaine le 8 août. Évoluant vers le nord-ouest dans un environnement marginalement favorable, elle a développée en surface la dépression tropicale nommée Erin le 11 août à 455 km à l'ouest-nord-ouest des îles du Cap-Vert. Le système s'est ensuite déplacé de 20 à 30 km/h vers l'ouest, traversant l'Atlantique tropical.
À 21 h UTC le 14 août, des veilles cycloniques ont été lancées pour les Petites Antilles, d'Antigua-et-Barbuda et au nord, alors qu'Erin était à plus de 1 200 km de celles-ci et entrait sur des eaux plus chaudes, favorables à son développement. À 15 h UTC le 15 août,Erin a finalement atteint le stade d'ouragan de catégorie 1 à 740 km à l'est de ces îles tout en commençant à se diriger plus vers le nord-ouest. Entamant une intensification rapide, il est passé à la catégorie 2 à 3 h UTC le 16. Erin est devenu un ouragan majeur à 9 h UTC à 275 km à l'est-nord-est d'Anguilla, puis de catégorie 4 à 9 h 50 UTC,. À 15 h 20 UTC, l'ouragan atteint finalement la catégorie 5.
Ce maximum ne dura pas longtemps car dès 0 h UTC le 17, Erin était déjà retombé à la catégorie 4, puis à la catégorie 3 à 6 h UTC. Au cours de la nuit du 17 au 18 août, Erin est remonté à la catégorie 4 en passant à 190 km au nord-nord-est de Grand Turque et en s'élargissant en diamètre.
Les orages reliés à l'onde tropicale, avant la formation d'Erin, ont causé des inondations et tués 9 personnes à São Vicente, l'une des îles du Cap-Vert, en plus de provoquer des disparitions, des véhicules emportés, des dégâts à plusieurs habitations, des routes détruites et des ponts effondrés,. Les autorités rapportent qu'une des victimes est morte indirectement par électrocution.